# Index librorum prohibitorum
Az Index librorum prohibitorum (latin, jelentése: tiltott könyvek jegyzéke) vagy röviden csak index azon könyvek listája volt, amelyeknek olvasásához és birtoklásához a római katolikus egyház nem adta hozzájárulását és hívei számára ezt kifejezetten tiltotta. A kánoni értelemben a legfőbb egyházi tekintély megbízása folytán összeállított és kihirdetett könyvek jegyzékének az volt a célja, hogy az egyház megakadályozza a teológiailag helytelen, a katolikus hit és erkölcs szempontjából veszedelmes tanok terjedését a hívei között.
Az Index librorum prohibitorum a Hittani Kongregáció 1966. április 14-i közleményével hivatalosan mintegy megszűnt létezni. Az ezzel kapcsolatos kérdéseket a hittani kongregáció 1966. június 14-ikei állásfoglalása tisztázta: a régebbi büntetések veszítették érvényüket, amelyek a tiltott könyvek olvasásához kapcsolódtak. Maga az Index továbbra is erkölcsileg kötelező maradt. E tényállást Ratzinger bíboros is megerősítette 1985-ben. Ottaviani bíboros, a Hittani kongregáció vezetője szerint az Index mintegy megszűntében nagy szerepe volt annak, hogy a Hittani Kongregáció nem tudott lépést tartani a kortárs megjelenő könyvek és publikációk egyre növekvő számával.

## Történet

### Előzmények
A pápák és a püspökök ősidőktől fogva szent kötelességüknek és Isten adta joguknak tekintették a nekik nem tetsző teológiai, tudományos és irodalmi művek cenzúrázását, betiltását és megsemmisítését. A kereszténység kezdeti időszakában a főpapok megsemmisítették az antik görög és római irodalom műveit; a Biblia kánonikus szövegének megállapítása után elpusztították a Biblia minden egyéb változatát. Ugyanerre a sorsra jutottak a korai keresztények és a középkori "eretnekek" művei, Ariustól kezdve egészen a katharokig bezárólag: e műveket az eretnekekkel együtt elégették. A Talmudot, a Koránt, s a zsidók és a muszlimok más vallási műveit az évszázadok során mind igyekeztek megsemmisíteni.
A lázadó jellegű és az egyháznak nem tetsző irodalom megsemmisítése a középkorban nem jelentett különösebb problémát, mert kevés volt az írni-olvasni tudó ember, és még kevesebb volt a mű. A könyvnyomtatás kezdetével, amit az egyháziak „ördögi találmánynak” tartottak, a probléma bonyolultabbá vált.
A könyvnyomtatás gyorsan elterjedt, növekedett az írni-olvasni tudók száma. 1448-tól 1500-ig Európa 246 városában 1099 nyomdát hoztak létre, s ez alatt az idő alatt 40 ezer könyvet adtak ki 12 millió példányban.
A nyomdagép hatalmas fegyverré vált a pápaság ellenfeleinek, a humanistáknak, a protestánsoknak, a tudósoknak a kezében. A tudósok, akik humanistáknak nevezték magukat, s örökösen kételkedtek, lealacsonyították az egyház valamennyi szent dogmáját, s "rosszindulatú műveiket" a német Gutenberg "sátáni találmánya", a könyvnyomtatás segítségével terjesztették. Az eretnek ragállyal nem volt képes megbirkózni a helyi inkvizíció, annak ellenére, hogy sok királyságban maguk az uralkodók gyakoroltak védnökséget felette. Franciaországban, Lengyelországban és néhány más államban megszüntették az inkvizíciót, s funkcióit a világi törvényszékeknek adták át.
A katolikus főpapok mind nagyobb nyugtalansággal tekintettek a nyomtatott termékek növekvő folyamára mint őket elnyeléssel fenyegető valamiféle új vízözönre. Igyekeztek magukat megvédelmezni tőle: megtiltották, hogy bármit is kinyomtassanak az erre meghatalmazott inkvizítorok különleges jóváhagyása nélkül.
Elsőként IV. Szixtusz pápa tette közhírré 1471-ben, hogy előzetes cenzúrát vezetett be a könyvekre.
1479-ben az „Accepimus litteras” című kiadványában Köln városának teljhatalmat adott, hogy a "hitellenes" iratok nyomtatói, vásárlói és olvasói ellen eljárjon.
1487-ben VIII. Ince pápa „Inter multipliées” kezdetű bullájában minden nyomdásznak
kiközösítés terhe alatt kötelességévé tette, hogy a műveiket már a nyomtatás előtt egyházi cenzúrának vessék alá.
1515-ben hasonló rendeletet adott ki X. Leó pápa is „Inter sollicitudines” motu propriójában  és az V. lateráni zsinaton keresztülvitte a nyomtatott művek cenzúrájának bevezetését s ennek kiterjesztését a keresztény világra.

### Az első újkori tiltott könyvek
A könyvtilalom a reformáció térnyerésével lett egyre nagyobb. 
1535-ben I. Ferenc francia király parancsára a Sorbonne teológusai összeállították a tiltott könyvek jegyzékét; az ilyen könyvek kiadásáért, terjesztéséért és olvasásáért az egyházból való kiközösítés, börtönbüntetés, sőt máglya járt.
Az ellenreformáció jegyében a leuven-i (1540), majd a párizsi (1544) egyetemek „katalógus” címen adtak ki tiltójegyzékeket.
Hogy milyen méreteket öltött később Franciaországban a tiltott irodalom üldözése, megmutatja az, hogy az 1660-1756. közötti években a Bastille-ba 869 szerzőt, nyomdászt, kiadót és könyvkereskedőt zártak be.
Francia kollégájának példáját követte V. Károly spanyol király 1546-ban, majd a portugál inkvizíció is. Indexet adott ki az inkvizíció velencei (1551), firenzei (1552) és a milánói (1554) ága is.

#### Magyarországon
Magyarországon  II. Lajos király 1524-ben lépett fel a katolikus egyház épségének védelmére.
Rendeletet intézett Szeben erdélyi város elöljáróságához, melyben jószágvesztés terhe alatt megparancsolta, hogy Luther könyveit házról-házra felkutassák s nyilvánosan elégessék s többé senki se merje azokat árusítani, venni vagy olvasni. Hasonló rendeletet intézett ugyanezen év nyarán Szalkai László esztergomi érsek Szeben és Brassó városok klérusához.
1570-ben Miksa király rendelte el az unitáriusok és a zwingliánusok (reformátusok) iratainak felkutatását és megsemmisítését.

### Római index
A formális Index létrejöttét Carafa bíboros (a későbbi IV. Pál) 1543-as rendelete könnyítette meg, amely szerint csak olyan könyvet lehet kinyomtatni, amely rendelkezik az inkvizíció előzetes engedélyével.
Az 1559. évi első római index kiadásával a katolikus országokban megjelenő könyvek cenzúráját a pápai inkvizíció egyesítette kezében.
Ez adta ki az első formális indexet IV. Pál pápa uralkodása alatt. 

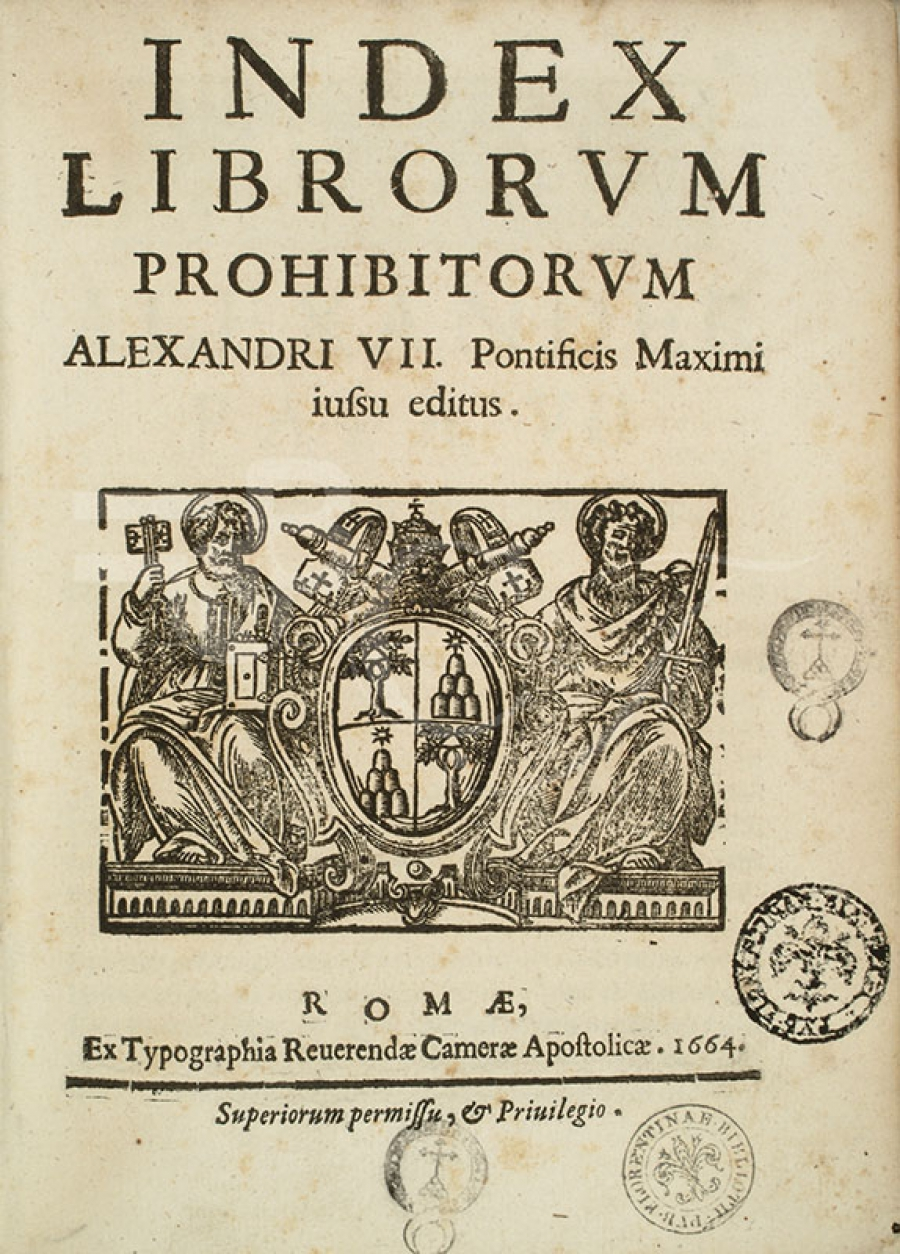
VII. Sándor pápa a Speculatores Dominus Israel kezdetű bullával vezette be 1664-ben az Index librorum prohibitorumot

Három, betűrendben szerkesztett osztálya létezett:
1. azon íróknak nevei, akiknek minden művét tiltottak;
2. egyes tilos művek, a szerzők megnevezésével;
3. névtelen szerzők.

Ez a jegyzék tartalmazta továbbá a tilos bibliakiadásokat, valamint azon könyvkiadók neveit, amelyek "eretnek" könyveket nyomtattak.
Az Indexet a tridenti zsinat átdolgoztatta, s bővítette, az új listát IV. Piusz pápa 1564. március 24-én a Dominici gregis custodiae Domino kezdetű pápai bullával tette közzé. Ez a bővített változat a jegyzékek előtt közölte az indexre tétel szabályait. A könyvtilalom joga a pápát illette.

### Indexkongregáció
V. Piusz pápa 1571-ben létrehozta a tiltott könyvek indexének összeállításával foglalkozó hivatalt, az Indexkongregációt (Congregatio indicis). Ez a kongregáció adta ki a tilos könyvek olvasására való egyedi engedélyeket is. A kongregáció egy bíbornok elnöklete alatt világi és szerzetesrendbeli papságból kiszemelt tanácsosokból (consultor) állt; tagja volt a pápai udvar hivatalos teológusa (Magister sacri Palatii) is. A kongregáció határozatait pápai megerősítés után Rómában (in acie campi Florae) hirdették ki.
Az index kongregációja még ebben a században a jezsuiták ellenőrzése alá került.
Az Indexet VIII. Kelemen adta ki utoljára 1596-ban úgy, hogy egyes szerzők minden művét tiltotta.
VII. Sándor pápa 1664-ben újrarendezte a tiltott könyvek gyűjteményét.
Ezt követően úgynevezett Opera omnia (Összes műve) dekrétumokkal tiltottak be egy-egy szerzőt. 

### 20. század
1900-ban XIII. Leó eltörölte a korábbi listát és új szabályokat hozott az indexre tételhez, majd 1908-ban az index kongregációját megfosztotta a bírói funkcióktól.
XV. Benedek pápa pedig 1917. március 25-én föloszlatta az Index Kongregációt, feladatkörét átruházta a Szent Officiumra, melynek egy részlege foglalkozott az Index szerkesztésével. A pápa jóváhagyta a katolikus egyház kánonjogi kódexét. A kánonjogi kódex a katolikus egyház alaptörvénye, cikkelyeinek nem teljesítéséért a hívőket az egyházból való kiközösítés fenyegeti. 
Az Index librorum prohibitorum-ot 1948-ig naprakészen tartották, rendszeresen bővítették. A lista nem egyszerű reakció eredménye volt. Előbb felszólították a szerzőket, hogy védjék meg munkáikat, melyeket korrigálhattak, újraszerkeszthettek, ha el kívánták kerülni a betiltást. Az eljárás végeredményben publikálás előtti cenzúrára bátorított.
A tiltott könyveket az első kódex 1399. kánonja sorolja fel :
- 1. A Szentírás minden, nem a katolikusok által kiadott szövegét.
- 2. Mindazon szerzők könyveit, akik az eretnekséget és a szakadást védelmezik, vagy bármi módon magának a hitnek az alapjait igyekeznek szétrombolni.
- 3. Speciálisan az egyház vagy a keresztény szokások ellen irányuló könyveket.
- 4. Valamennyi nem katolikus személy vallásos tárgyú könyvét, ha nincs külön megjelölve, hogy a szóban forgó könyv nem tartalmaz semmit, ami a katolikus hittel ellentétes.
- 5. Olyan könyveket és brosúrákat, amelyek új látomásokról, jelenségekről, jóslásokról és csodákról szólnak, vagy amelyek új szenteket propagálnak, ha e könyveket a kánonikus szabályok figyelmen kívül hagyásával tették közzé.
- 6. Olyan könyveket, amelyek bármely katolikus dogmát vitatnak vagy nevetségessé tesznek; amelyek a Szentszék által elítélt hibákat védelmeznek; amelyek az egyházi fegyelem rombolására irányulnak; amelyek tudatosan sértik az egyházi hierarchiát vagy a klérust és az egyházat.
- 7. Könyveket, amelyek bármiféle babonát, varázslást, jóslást, jövendölést, mágiát, szellemidézést stb. tanítanak vagy ajánlanak.
- 8. Könyveket, amelyek törvényesnek ismerik el a párbajt, az öngyilkosságot és a válást, és amelyek azt bizonyítják, hogy a szabadkőművesség s a hozzá hasonló szervezetek nemcsak nem ártalmasak, hanem hasznosak az egyházra és a polgári társadalomra.
- 9. Pornográf könyveket.
- 10. A Szentszék által jóváhagyott liturgikus könyveket, ha változtatások vannak bennük.
- 11. Olyan könyveket, amelyek apokrif, betiltott vagy a Szentszék által érvénytelenített bűnbocsánatot terjesztenek.
- 12. Krisztus, Szűz Mária, az angyalok, a szentek és Isten más szolgáinak az ábrázolásait, ha nem felelnek meg az egyház szellemének és utasításainak.

A kánonjogi kódex megtiltja, hogy az összes hívők és egyházi személyek a bíborosok, a püspökök és más magas rangú egyházi méltóságok viselőinek a kivételével külön engedély nélkül „kiközösített” könyveket használjanak. Azok, akik használatukra engedélyt kapnak, kötelezik magukat, hogy ezeket másoknak át nem adják.
1966-ban a II. vatikáni egyetemes zsinat hatására a Vatikán beszüntette a tiltott könyvek indexének kiadását.

## Szerzők és művek indexen
A lista nem volt állandó, noha folyamatosan bővült, idővel lekerültek róla művek. Becslések szerint a Vatikán összesen tízezer könyvet vagy teljes életművet helyezett indexre. Az 1948 októberében felállított utolsó, 32. Index mintegy 4000 cenzúrázott címet tartalmazott, a legkülönfélébb okokból: eretnekség, erkölcstelenség, szexuális szabadosság, politikai inkorrektség stb. Olyan ismert szerzőket találhattunk a jegyzékben egy-egy művel, mint:
| Név (ABC szerint)                   | Élt          | Foglalkozása                   |
| ----------------------------------- | ------------ | ------------------------------ |
| Jeremy Bentham                      | 1748 – 1832  | angol filozófus                |
| Henri Bergson                       | 1859 – 1941  | angol filozófus                |
| George Berkeley                     | 1685 – 1753  | angol teológus                 |
| Nicolas de Condorcet                | 1743 – 1794  | francia matematikus, filozófus |
| Jean le Rond d’ Alembert            | 1717 – 1783  | francia matematikus, filozófus |
| Daniel Defoe                        | 1660 – 1731  | angol szépíró                  |
| René Descartes                      | 1596 – 1650  | francia matematikus, filozófus |
| Johannes Scotus Erigena             | 810 k. – 877 | ír filozófus                   |
| François Fénelon                    | 1651 – 1715  | francia teológus               |
| Gustave Flaubert                    | 1821 – 1880  | francia szépíró                |
| Ugo Foscolo                         | 1778 – 1827  | olasz költő                    |
| Hugo Grotius                        | 1583 – 1645  | holland jogtudós               |
| Holbach báró                        | 1723 – 1789  | francia filozófus              |
| Heinrich Heine                      | 1797 – 1856  | német–zsidó költő              |
| Edward Herbert                      | 1583 – 1648  | angol teológus                 |
| Victor Hugo                         | 1802 – 1885  | francia szépíró                |
| Immanuel Kant                       | 1724 – 1804  | német filozófus                |
| Kopernikusz                         | 1473 – 1543  | lengyel csillagász             |
| Hughes Felicité Robert de Lamennais | 1782 – 1854  | francia teológus               |
| Maimonidész                         | 1137 – 1204  | zsidó filozófus                |
| Jules Michelet                      | 1798 – 1874  | francia történész              |
| Adam Mickiewicz                     | 1798 – 1855  | lengyel költő                  |
| Honoré-Gabriel Riqueti de Mirabeau  | 1749 – 1791  | francia szépíró                |
| Michel de Montaigne                 | 1533 – 1592  | francia esszéíró               |
| Montesquieu                         | 1689 – 1755  | francia filozófus              |
| Blaise Pascal                       | 1623 – 1662  | francia matematikus, filozófus |
| Ernest Renan                        | 1823 – 1892  | francia teológiai író          |
| Jean-Jacques Rousseau               | 1712 – 1778  | francia filozófus              |
| Baruch Spinoza                      | 1632 – 1677  | holland–zsidó filozófus        |
| Emanuel Swedenborg                  | 1688 – 1772  | svéd misztikus                 |
| Hippolyte Taine                     | 1828 – 1893  | francia kritikus               |

Theodoor Hendrik van de Velde holland szexológus, A tökéletes házasság című szexológiai kézikönyve miatt szerepelt a listán. Másoknak teljes vagy szinte teljes életműve felkerült az indexre:
| Név                    | Élt         | Foglalkozása                                    |
| ---------------------- | ----------- | ----------------------------------------------- |
| Honoré de Balzac       | 1799 – 1850 | francia szépíró → minden szerelmes regénye      |
| Giordano Bruno         | 1548 – 1600 | olasz filozófus → teljes életműve               |
| Anatole France         | 1844 – 1924 | francia szépíró → teljes életműve               |
| Thomas Hobbes          | 1588 – 1679 | angol filozófus → teljes életműve               |
| David Hume             | 1711 – 1776 | angol filozófus → teljes életműve               |
| Maurice Maeterlinck    | 1862 – 1949 | belga szépíró → teljes életműve                 |
| Pierre-Joseph Proudhon | 1809 – 1865 | francia utópista szocialista → teljes életműve  |
| Stendhal               | 1783 – 1842 | francia szépíró → minden szerelmes regénye      |
| Voltaire               | 1694 – 1778 | francia szépíró, filozófus → szinte minden műve |
| Émile Zola             | 1840 – 1902 | francia szépíró → teljes életműve               |

Indexre került a Talmud, a Korán, sőt egy időben a Szent Biblia egyes (leginkább református) kiadásai is. Magyar szerzők közül indexen volt Kollár Ádám Ferenc, Bölöni Farkas Sándor, Prohászka Ottokárnak pedig három írása is szerepelt a listán.
Egyes indexre tételek mögött politikai szándékok is meghúzódhattak: Heinrich Heine német költőt például azzal vádolták, hogy veszélyes forradalmi gondolatokat terjeszt, amelyek Európa feudális társadalmi összetételét romba dönthetik, 1926-ban pedig a francia szélsőjobboldali Action Française magazin is felkerült a jegyzékre (ugyanakkor Adolf Hitler Mein Kampf-ja nem).
Az Index hatása túlmutatott a katolikus világ határain. Hosszú időn át nehéz volt tiltott könyvet találni Kanadában éppúgy, mint Lengyelországban, főként a nagyvárosokon kívül. Az Index librorum prohibitorum hivatalosan a Hittani Kongregáció 1966. június 14-i közleményével szűnt meg, eltörlésével azonban a római katolikus egyház nem tekinti megszűntnek a könyvek és a tömegtájékoztató eszközök iránti felelősségét. 1966-ban a második vatikáni zsinat az Inter mirifica kezdetű dekrétumában szólt a kérdéskörrel kapcsolatos problémákról.

## Index expurgatorius
Az Index librorum prohibitorum különbözött az Index librorum expurgandorum-tól (más néven: Index expurgatorius), azon könyvek lajstromától, amelyeknek csak bizonyos, botrányosnak ítélt részeit kellett törölni a meglévő példányokban és az új kiadásokban.

## Köznyelvi jelentés
Az „indexre tesz” kifejezés betiltás, cenzúrázás jelentéssel mára átment a köznyelvbe.